# Thomas Frans af Savoyen-Carignano
Thomas Frans af Savoyen-Carignano (født 21. december 1596, død 22. januar 1656) var titulær fyrste af Carignano i 1630 – 1656.
 

## Forfædre
Thomas Frans af Savoyen-Carignano var den yngste søn af regerende hertug Karl Emanuel 1. af Savoyen (1562 – 1630) og Catherine Michelle af Spanien (1567 – 1597).
Thomas Frans var sønnesøn af hertug Emanuele Filiberto af Savoyen, kong Filip 2. af Spanien og Elisabeth af Valois.
Han var oldesøn af kong Frans 1. af Frankrig, den tysk-romerske kejser Karl 5., kejserinde Isabella af Portugal, kong Henrik 2. af Frankrig og Katarina af Medici.
Han var tipoldesøn af kong Emanuel 1. af Portugal, Karl af Angoulême, Louise af Savoyen, kong Ludvig 12. af Frankrig, Filip den Smukke af Kastilien og Johanne den Vanvittige af Kastilien. 

## Ægteskab
Thomas Frans var gift med den franske prinsesse af blodet Marie af Bourbon (1606 – 1692). Hun var sønnedatter af Ludvig 1. af Bourbon-Condé
Parret fik syv børn. Den ældste overlevende søn (Emanuel Filibert af Savoyen-Carignano) blev gift med Maria Angela Caterina d'Este (1656 – 1722).
De italienske konger (1861 – 1946) nedstammede fra Thomas Frans og Maria Angela Caterina.